# 山本桂太朗
山本 桂太朗（やまもと けいたろう、1991年7月17日 - ）は、日本の塾講師。TBS『SASUKE』の常連選手で、SASUKE新世代より若い世代の実力者を総称する「森本世代」の1人。栄光ゼミナール平和台校勤務。

## 来歴
兵庫県姫路市で生まれ、生後半年で父親の単身赴任によりアメリカで6年間暮らす。小学1年生の終わり頃に兵庫県に戻り、地元の小学校に通いながら栄光ゼミナールに通い、巣鴨中学校・高等学校に進学。
2008年、高校2年生で『新SASUKE2008』第20回記念大会に初出場。その後第21～27回までは予選会敗退などが続いて出場権を得られず。2010年、慶應義塾大学文学部に進学し、4年生の時に『SASUKE RISING 2013』に出場し初めて1st STAGEをクリア。大学卒業後は、自身が小学校時代に通っていた栄光ゼミナールに社員として就職。
2021年5月、栄光ゼミナール鷺沼校から東武練馬校へ転校。同年6月6日、趣味のクライミングを機に親睦を深めた女性と結婚。
2024年5月、栄光ゼミナール東武練馬校から平和台校に転校。同年8月、『SASUKEワールドカップ2024』にJAPAN REDの代表として背番号4を背負い、チーム優勝に輝いた。

## 人物
- 『SASUKE』を初めて視聴したのは2000年の第6回大会。出場を目指すきっかけは、2001年の第8回大会での山田勝己の引退に心惹かれ、以後山田を憧れの人物に挙げている。

- 幼い頃の夢は実況アナウンサーで、小学校の卒業文集では将来の夢に「古舘伊知郎さんになる」と書き記したほど憧れていた。その影響からか、実際に当時のSASUKEの古舘の実況を完全に暗記している。

- 『SASUKE』参戦前には中学時代にフジテレビ『海筋肉王 〜バイキング〜』第2回大会に出演し、事前オーディションでは1分間腕立て伏せ92回をマークし、「最年少出場」の肩書きで出場権を獲得する。腕立て伏せ92回の記録は参加者全体で4位であり、SASUKEオールスターズを除けばトップの記録である。

- 小学校時代は陸上クラブ、中学・高校と陸上部（専門は走幅跳）、大学では山岳部に所属。山本と同じく、森本世代の1人と称される荒木直之は、山岳部の後輩にあたる。
- 愛称は「コメ」[4]。

## エピソード
第35回大会に1st STAGEクリアの反響が大きく、放送後には当時勤務していた塾のサーバーが落ちて、一時アクセス不能になった。
同大会で、第30回大会から登場する2ndステージのスパイダードロップの初のリタイア者となった。

## SASUKEでの戦歴

### 大会ごとの戦歴

#### 第20回大会
大会出場を懸けた予選会に高校1年生で出場し、参加者70人の大規模予選会を通過。本選では上半身裸の丸坊主姿で挑戦し、第4エリアのジャンピングスパイダーで張り付きに失敗しリタイア（ゼッケン1942）。競技後のインタビューでは「正直落ちると思ってなかったですね」と述べていた。

#### 第29回大会
第29回では延べ161人が挑んだ予選会を2位で通過。本戦での肩書きは「慶應義塾大学 文学部4年生」であった。1stでは初のクリアを成し遂げたが、2ndでは前回より難化したバックストリームに阻まれリタイア（ゼッケン91、ダイジェスト）。

#### 第34回大会～第36回大会
第34回は1stをクリアするも、2ndのバックストリームにまたしても苦戦を強いられ、突破はするも直後のリバースコンベアに突入した瞬間にタイムアップ（ゼッケン74、ダイジェスト）。
第35回はゼッケン89番での登場。自身の競技前までで、クリア者がわずか1人という状況の中、初登場のドラゴングライダーをクリアしそり立つ壁まで到達。警告音が鳴る中、1回目の挑戦で頂上に手をかけ、同大会2人目のクリアを果たした。2ndではスパイダーウォークからスパイダードロップへの直接移行の際に左足が滑り落下。3大会連続の2ndリタイアとなった。
第36回はゼッケン93番で登場。1stを無難にクリア。続く2ndでは苦手としているバックストリーム以降のセクションでやはり苦戦を強いられた結果、最終エリアのウォールリフティング3枚目で壁を持ち上げて潜ろうとしたところでタイムアップ（ゼッケン93、ダイジェスト）。2ndステージの4大会連続リタイア記録は史上初。

#### 第37回大会～第41回大会
第37回は1stのタックルでの疲労の影響で、過去1度もリタイアしたことのないそり立つ壁でタイムアップ。初出場以来11年ぶりの1stリタイアとなった（ゼッケン90）。
第38回は2ndで前回大会での採用が見送られ、今回から登場となったローリングログ中腹で回転に耐え切れず、スタートエリアで敢えなくリタイア（ゼッケン90）。
第39回は悪天候の中での挑戦となるも1stをクリア。続く2ndでは1.76秒残しで、6度目の挑戦にして初のクリア。クリア後歓喜の雄叫びをあげ、「8年半もかかっちゃった」と喜びをあらわにした。8回目の出場・初出場から13年越しにして初挑戦となった3rdでは、クライミングで培った指先・前腕に自信を持つ事から後半の指先エリアに期待が懸かるも、腕力のみならず、全身を使う必要のある第2エリア・サイドワインダー改に対応出来ず、2本目から3本目への飛び移りに失敗しリタイア。念願のステージで呆気なく散ってしまった現実を受け入れられず、インタビューでは涙を流した（ゼッケン90）。
第40回は1stを17.41秒残し、2ndを0.96秒残しでクリア。3rdではサイドワインダーにリベンジを果たし、初挑戦のクリフディメンションとバーティカルリミットに余裕をもって攻略したが、最終エリア・パイプスライダーで終点でのパイプの後退に苦戦。何度も身体が戻されながらジャンプし、左足がマットに乗っていたが、重心が後ろに下がり転落。リタイアインタビューの後、妻の前で涙を流した（ゼッケン3975）。
第41回は1stを20.45秒残し、2ndを7.02秒残しでクリアし3大会連続の3rd進出。3rdではクリフディメンションを2本目→3本目への移行時に指と肘が伸びながらもクリア。しかしこれが指にダメージを蓄積させたのか、続くバーティカルリミット.BURSTの2個目のイエローゾーンの回転時に指が離れ落下（ゼッケン80）。出場10回目にして、自身初の最優秀成績者の一人となった。

#### SASUKEワールドカップ
自身初の日本代表となったワールドカップではJAPANREDチームとして出場。1stステージでは第2ヒートのアンカーとして登場し87.68秒でクリア、ヒート内で2番目の成績となり60ptを獲得した。2ndは不出場。3rdステージは第1ヒートにREDのトップバッターとして登場。活躍に期待がかかっていたが、サイドワインダーの4本目に足があたった影響からかスイングエッジの1→2個目の飛び移りに失敗。まさかのヒート最下位スタートとなってしまう。FINALステージは出場せず応援に回った（背番号4）。

#### 第42回大会〜
第42回は1stでローリングヒル、ツインダイヤの対岸への着地でややバランスを崩しながらも突破し17秒42残しでクリア。降雨の中挑んだ2ndではバックストリームをゴーグルを着用せずに突破。4秒95残しでクリアし、4大会連続の3rd進出。3rdはリニューアルされたスイングエッジの2→3個目の飛び移りで右手が突起に掛からず落水（ゼッケン79、ダイジェスト）。

### 大会別成績
| 大会       | ゼッケン | STAGE | 記録                       | 備考                                |
| ---------- | -------- | ----- | -------------------------- | ----------------------------------- |
| 第20回大会 | 1942     | 1st   | ジャンピングスパイダー     | 張り付き失敗                        |
| 第29回大会 | 91       | 2nd   | バックストリーム           | 中腹でタイムアップ、ダイジェスト    |
| 第34回大会 | 74       | 2nd   | リバースコンベア           | 突入直後タイムアップ、ダイジェスト  |
| 第35回大会 | 89       | 2nd   | スパイダードロップ         | 張り付き失敗                        |
| 第36回大会 | 93       | 2nd   | ウォールリフティング       | 3枚目、ダイジェスト                 |
| 第37回大会 | 90       | 1st   | そり立つ壁                 | タイムアップ                        |
| 第38回大会 | 90       | 2nd   | ローリングログ             | 中盤                                |
| 第39回大会 | 90       | 3rd   | サイドワインダー           | 2→3本目                             |
| 第40回大会 | 3975     | 3rd   | パイプスライダー           | 着地失敗                            |
| 第41回大会 | 80       | 3rd   | バーティカルリミット.BURST | 4つ目の突起の回転で落下、最優秀成績 |
| 第42回大会 | 79       | 3rd   | スイングエッジ             | 2→3個目のY字からX字への移行時に落下 |

### 通算成績
| 出場数 | 2nd進出 | 3rd進出 | FINAL進出 | 最優秀成績 |
| ------ | ------- | ------- | --------- | ---------- |
| 11回   | 9回     | 4回     | 0回       | 1回        |

- 2024年 第42回大会終了時点

### SASUKEワールドカップ
2024年
| チーム    | 背番号 | ステージ | 出順            | 結果           | 備考    | ポイント |
| --------- | ------ | -------- | --------------- | -------------- | ------- | -------- |
| JAPAN Red | 4      | 1st      | 第2ヒート-7番目 | クリア         | 87.68秒 | 60pt     |
| JAPAN Red | 4      | 2nd      | 不出場          |                |         |          |
| JAPAN Red | 4      | 3rd      | 第1ヒート-4番目 | スイングエッジ | 1→2個目 | 60pt     |
| JAPAN Red | 4      | FINAL    | 不出場          |                |         |          |